# 丁业华
丁业华（1981年11月11日—），上海人，是中国足球运动员，司职后卫，目前效力于中甲上海浦东中邦。